# 橫山路 (燕巢區)
橫山路（Hengshan Rd.）是高雄市燕巢區連接東西向的道路，屬於台22線旗楠公路。起端於國道十號燕巢交流道與義大路口由鳳東路銜接，末端於橫山國小前續直行接大仁路往里嶺大橋至屏東縣里港鄉。為北高雄市與屏東縣兩地之間往來長途主要路段之一。

## 沿線設施
（由西至東）
- 燕巢交流道
- 義守大學燕巢校區
- 義大醫院
- 法務部矯正署明陽中學
- 樹德科技大學
- 高雄市燕巢區面前埔社區發展協會
- 橫山社區
- 高雄市燕巢區橫山國小

## 公車資訊
- 高雄客運
  - 97 高雄捷運都會公園站－樹德科技大學－高雄師範大學燕巢校區
  - 8023 高雄火車站－楠梓－旗山
  - 8029 高雄火車站－楠梓－旗山－甲仙－梅山口
- 港都客運
  - 7 加昌站－樹德科技大學－高雄師範大學燕巢校區
- 義大客運
  - 紅52 高鐵左營站－義大醫院－樹德科技大學
  - 紅54燕巢學園快線 高鐵左營站－樹德科技大學－高雄師範大學燕巢校區

## 外部參考
- 王淑芬. . 中央社 CAN. 2020-08-22  [2024-03-31]. （原始内容存档于2024-03-31） （中文（臺灣））.